# La Tomatina
La Tomatina (phát âm tiếng Tây Ban Nha: [la tomaˈtina]) là một lễ hội được tổ chức hằng năm tại tỉnh Valencian, thị trấn Buñol, phía đông Tây Ban Nha, cách Địa Trung Hải khoảng 30 kilômét (19 mi), trong đó mọi người sẽ tham gia ném cà chua và tham gia vào một "cuộc chiến" cà chua hoàn toàn vì mục đích giải trí. Kể từ năm 1945, lễ hội được tổ chức vào ngày thứ Tư cuối cùng của tháng tám.
Sự kiện năm 2020, lẽ ra là kỷ niệm 75 năm thành lập, đã bị hủy bỏ vào tháng 4 năm 2020 do đại dịch COVID-19 tại Tây Ban Nha. Nó chỉ bị hủy bỏ một lần trước đó, vào năm 1957, vì lý do chính trị. Do COVID-19, sự kiện năm 2021 cũng bị hủy bỏ.

## Mô tả

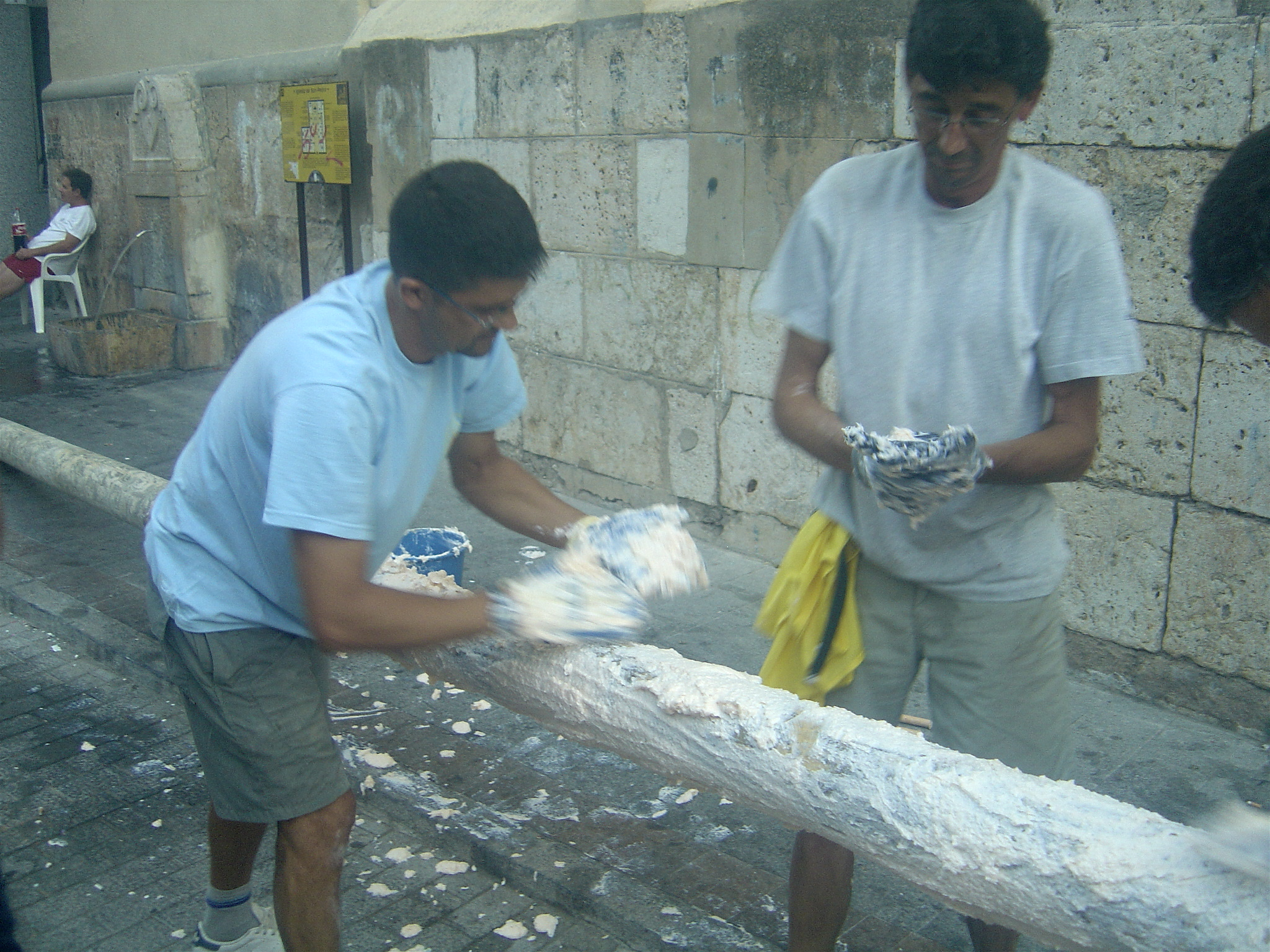
Chuẩn bị cho "Palo Jabón".

Các sự kiện trong những ngày trước "cuộc chiến" bao gồm cuộc thi paella gần quảng trường của thị trấn, pháo hoa, các chương trình âm nhạc và các cuộc diễu hành khác nhau quanh trung tâm thành phố. Vào sáng thứ Tư, sự kiện đầu tiên trước "cuộc chiến" cà chua là "Palo Jabón", tâm điểm là một greasy pole với một miếng giăm bông ở trên cùng. Mục đích là để những người tham gia leo lên cột và làm cho miếng giăm bông rơi xuống, điều này khiến họ phải trèo lên nhau. Trong nỗ lực này, những người nổi tiếng khác sẽ hát và nhảy theo vòng tròn, và tất cả những người tham gia đều được dội nước từ vòi. Khi giăm bông rơi xuống, "cuộc chiến" cà chua bắt đầu.
Thông thường, "cuộc chiến" kéo dài khoảng một giờ, với hơn một tấn cà chua được tung ném trên các đường phố. Sau đó, quảng trường thị trấn bị bao phủ bởi những mảnh cà chua. Xe cứu hỏa sau đó phun nước xuống đường và những người tham gia thường sử dụng vòi mà người dân địa phương cung cấp để rửa sạch cà chua. Một số người tham gia đến hồ bơi Los Peñones để tắm rửa. Acid citric có trong cà chua dẫn đến các bề mặt được rửa sạch trong thị trấn trở nên rất sạch sẽ.
Kể từ năm 2013, việc tham gia sự kiện này đã bị giới hạn ở mức 20.000 người có vé đã trả tiền. Vào năm 2015, ước tính có gần 145,000 kg (319,670 lb) cà chua đã bị vứt bỏ.